# Tháng 8 năm 2021
Tháng 8 năm 2021 là tháng có 31 ngày của năm chung hiện nay. Tháng bắt đầu vào Chủ Nhật (1/8), sẽ kết thúc vào Thứ Ba (31/8). Đó là tháng hiện tại.
04:05, Thứ bảy, ngày 22 tháng 3 năm 2025 (UTC)